# 哲桥镇
哲桥镇，是中华人民共和国湖南省衡陽市耒阳市下辖的一个乡镇级行政单位。

## 行政区划
哲桥镇下辖以下地区：
火田村、西元村、车站社区、铺上社区、畔冲村、兴旺村、板桥村、三益村、泉竹村、石塘村、横山冲村、汇江村、樟树村、石仙村、南京塘村、庙下村、泉塘边村、小岸村、陈塘村、苏民村、百茫村、哲桥村、塔水村、长源村、黎明村、太屋村和东江口村。

## 交通
- 京广铁路：哲桥站